# 2-й Балтийский отряд пограничных судов НКВД
2-й Балтийский отряд пограничных судов — соединение морских пограничных войск НКВД СССР, принимавшее участие в Великой Отечественной войне.

## История
На 22 июня 1941 года отряд, насчитывая 1474 человек личного состава, штаб отряда базировался в Таллине.
В состав отряда входили 1-й дивизион пограничных судов, базировавшийся в Таллине, 2-й дивизион пограничных судов, базировавшийся в Либаве и 3-й дивизион пограничных судов, базировавшийся в Усть-Нарве. В основном отряд был вооружён морскими охотниками МО, в частности МО-142, МО-206, МО-207, МО-303, МО-402. Также на вооружении отряда стояли сторожевые проекта 122 «Уран», «Коралл», «Ост» и «Аметист». По некоторым данным в составе отряда были до трёх литовских сторожевых кораблей, вошедших в состав вооружённых сил СССР в 1940 году.
В составе действующей армии с 25 июня 1941 по 11 сентября 1941 года.
С 23 июня 1941 года передан в состав ВМФ СССР, действовал в дозорах и охранении конвоев в Финском заливе. Одновременно с передачей отряда из него были исключены сторожевые корабли и остались только катера, которые 24 июня 1941 года перебазировались в Вентспилс. Часть катеров была передана в состав конвойных дивизионов. 25 июня 1941 года вице-адмиралом Трибуцем было приказано переформировать отряд пограничных судов в истребительный отряд охраны водного района главной базы Балтийского флота, но насколько это приказание было официально оформлено - неизвестно, по Перечню № 19 отряд именуется как отряд пограничных судов НКВД до его расформирования.
Уже 23 июня 1941 года экипаж катера МО-206 уничтожил или по крайней мере повредил немецкую подводную лодку, 24 июня 1941 года сторожевой корабль «Аметист» также, совместно с ПК-229 атаковал подводную лодку, наблюдал масляное пятно. Немецкие источники потерь не подтверждают. 4 июля 1941 года морские охотники 1-го дивизиона заминировали выходной фарватер порта Хельсинки. 5 августа 1941 года ПК-221 и МО-142 потопили подводную лодку.
В конце августа 1941 года КМ-280 из состава отряда, приняв на борт начальника штаба флота контр-адмирала Ю.Ф. Ралля, стал последним советским кораблём, покинувшим Таллин. Во время Таллинского перехода катера отряда отбивали атаки авиации, расстреливали плавучие мины, спасли более 1500 человек, оказавшихся в воде, в том числе и с лидера «Минск». Отряд потерь не имел и после завершения перехода вступил в подчинение Кронштадтской военно-морской базы. Так, в сентябре 1941 года МО-207 и МО-303 вели бой с 13-ю финскими катерами в Финском заливе.
11 сентября 1941 года расформирован.

## Командиры
- капитан 3 ранга Перфилов Александр Николаевич